# La Jeunesse Football Club
La Jeunesse Football Club est un club rwandais de football basé à Kigali.

## Histoire
Le club participe à plusieurs reprises au championnat de première division. Il se classe à deux reprises cinquième du championnat, tout d'abord lors de la saison 2010-2011, avec un total de 6 victoires, 11 nuls et 5 défaites, puis lors de la saison 2012-2013, avec un bilan de 11 victoires, 7 nuls et 8 défaites. Il joue pour la dernière fois en première division lors de la saison 2012-2013.